# 鳥井邦男
鳥井 邦男（とりい くにお、1961年2月28日 - ）は、日本の映画監督。

## 来歴
神奈川県出身。大学卒業後、1983年に工藤栄一の『逃がれの街』に製作進行の見習いとして業界入り。
その後助監督となり、セントラル・アーツ製作の作品を中心に携わり、工藤栄一、崔洋一、長谷部安春、村川透、成田裕介他多くの監督の下でキャリアを重ねる。

1999年に東映Vシネマの「ながれもの」にて監督デビュー。
人気テレビシリーズ『あぶない刑事』には第一話から参加。カチンコ担当のサード助監督からスタートし、映画も長谷部安春の映画1作目『あぶない刑事』以外は全て参加している。

2005年には映画6作目『まだまだあぶない刑事』で監督を務める。

近年では、企画集団『D3』を主宰、映画の企画や、役者の演技ワークショップを不定期に開催している。
2009年〜2014年　宝塚大学 新宿キャンパス　映画コース　非常勤講師
2007年〜現在　　日本映画大学　非常勤講師の後、実習指導監督
日本映画監督協会会員

## 主な監督作品
東映Vシネマ
- 1999年 ながれもの
- 2000年 ながれもの2
- 2000年 三匹の竜2
- 2001年 あ・キレた刑事

テレビ
- 2006年 らんぼう2

映画
- 2001年 最後の組長
- 2005年 メールで届いた物語（ストーリー）
- 2005年 まだまだあぶない刑事
- 2006年 Pierrot    D3
- 2008年 がらくたレクイエム]D3
- 2010年 どこかでなく、ここから 日本映画学校
- 2011年 ブランコ、ゆらゆら D3
- 2013年 みんな！万歳！  放映新社
- 2014年 みんなの言い分 放映新社
- 2014年 豊栄神社商店街の人々 放映新社
- 2016年 大部屋ラプソディ 放映新社
- 2016年 みんな、そんなもの 放映新社
- 2016年 どいつもこいつも 放映新社
- 2016年 一歩二歩、続けて百歩 放映新社

実習製作映画
- 2007年  水杉先輩のカーデガン 日本映画学校
- 2008年  さかあがり 日本映画学校
- 2010年 ぼくの蒼、知らないキモチ 日本映画学校
- 2012年 ふぁっくゆーまいふれんど 日本映画大学
- 2013年 恋、しました 日本映画大学
- 2014年 恋人　日本映画大学
- 2015年 秋サバ、カンパチ、黒マグロ 日本映画大学
- 2016年 すってんころりんすっとんとん 日本映画大学
- 2017年 月夜は素直になりすぎる　　日本映画大学

## 舞台演出
・2004年  渋谷ストリートファミリー （作・演出）劇団 獣
・2014年  路地裏わっしょい （作・演出）キンケロ・シアター上演　放映新社

## 映画製作指導
- 2013年より 子どもたちと映画寺子屋で小学生を対象に映画作りの指導   調布経済新聞
- 2018年９月　子どもたちと映画寺子屋で小学生を対象に映画作りの指導